# IC 4930
IC 4930 — галактика типу NF (в процесі підтвердження) у сузір'ї Телескоп.
Цей об'єкт міститься в оригінальній редакції індексного каталогу.